# Ștefan Octavian Iosif
Ștefan Octavian Iosif (Brassó, 1875. október 11. – Bukarest, 1913. június 22.) román irodalmár, költő és műfordító, a Societatea Scriitorilor Români (Román írószövetség) megalapítója.

## Élete
Családjának köze volt a kultúrához, apja a bolgárszegi gimnázium igazgatója, anyai részről pedig tanár és műfordító felmenői voltak. Gimnáziumi tanulmányait Brassóban végezte, líceumi tanulmányait pedig Nagyszebenben és Bukarestben, 1895-ben érettségizve. Kétszer kezdte el a Bukaresti Bölcsészeti és Filozófia Egyetemen a tanulást, azonban nem sikerült az államvizsgája.
Kisebb közigazgatási pozíciókat töltött be, jövedelmét pedig magánórák adásával, különböző folyóiratokkal való együttműködéssel és saját műveinek eladásával próbálta növelni. A Sămănătorul folyóirat egyik szerkesztője volt már a kezdetektől fogva, ugyanakkor közreműködött az Adevărul, Adevărul ilustrat, Convorbiri literare, Curierul literar, Epoca, Familia, Floare albastră, Literatură și artă română, Viața Românească folyóiratokkal is.
Első versét 1892-ben írja, címe Izvorul. A Román Akadémia díját nyerte el a Poezii (1902) és a Credințe (1906) című versesköteteivel.
Emil Gârleanu, Dimitrie Anghel és az ő kezdeményezésére a fiatal bukaresti írók 1908. március 13-án gyűlést tartottak, melyen megalapozták a Societatea Scriitorilor Români egyesületet.

## Dimitrie Anghel és Ştefan Octavian Iosif

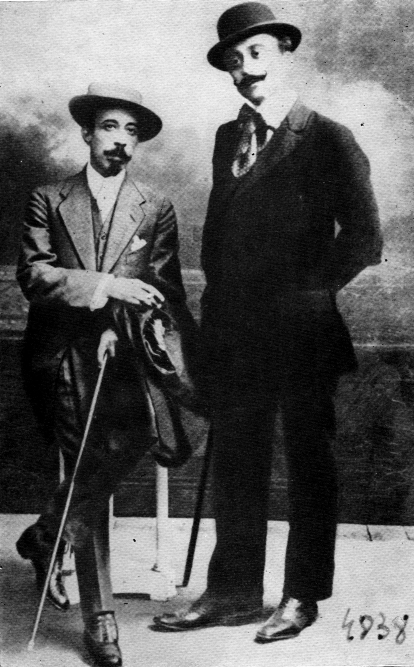
Ștefan Octavian Iosif és Dimitrie Anghel

1901-ben ismerkedtek meg Párizsban, ahol mindketten tanulmányaikat végezték. Bár nagyon eltérő vérmérsékletűek voltak, a közös szenvedély a versek iránt és az önmegnyilvánítás akarata összekötő kapocs volt a kettőjük között. Szintén pozitívumként hatott barátságukra, hogy szinte egyidősek voltak, Iosif 26, Anghel pedig 28 éves. Együtt az A. Mirea művésznevet vették fel, mely név alatt több francia művet fordítottak, de saját műveiket is egyaránt, mígnem 1908-ban megjelentették a Caleidoscop alkotást, melyet a kor egyik kiemelkedő művének nyilvánított a kritika.
Barátságuk végét az jelentette, hogy mindketten ugyanabba a nőbe voltak szerelmesek. 1910-re elhidegültek egymástól, 1911-re pedig teljesen megszüntették a kapcsolatot.

## Művei
- Versuri (1897)
- Patriarhale (1901)
- Romanțe din Heine (1901)
- Poezii (1902)
- Din zile mari (1905)
- Credințe (1905)
- Cântece (1912)

## Fordítás
- Ez a szócikk részben vagy egészben  a(z)   Ștefan Octavian Iosif című román Wikipédia-szócikk ezen változatának fordításán alapul.  Az eredeti cikk szerkesztőit annak laptörténete sorolja fel. Ez a jelzés csupán a megfogalmazás eredetét és a szerzői jogokat jelzi, nem szolgál a cikkben szereplő információk forrásmegjelöléseként.